# Protorthodes akalus
Protorthodes akalus là một loài bướm đêm trong họ Noctuidae.